# 津田政本
津田 政本（つだ まさもと、? - 文政12年7月27日（1829年8月26日））は、加賀藩の家老、人持組津田玄蕃家第8代当主。
父は津田正昭。子は津田正矩、横山政孝室。通称玄蕃、修理、猪之助、内蔵助。初名は正身。

## 生涯
明和7年（1770年）、父の死去により家督と知行1万石を相続する。安永7年（1778年）、定火消となる。天明4年（1784年）、家老となる。天明6年（1786年）、加判に列する。
文政12年（1829年）7月27日死去。家督は嫡男の正矩が相続した。